# Scaptesyle violinitens
Scaptesyle violinitens är en fjärilsart som beskrevs av Rothschild 1912. Scaptesyle violinitens ingår i släktet Scaptesyle och familjen björnspinnare. Inga underarter finns listade.